# 君士坦丁堡帝國圖書館
君士坦丁堡帝國圖書館是一座曾位于東羅馬帝國首都君士坦丁堡的圖書館，由君士坦丁二世成立，曾為世界上最大的圖書館。其中保存了許多的古希腊和古羅馬文獻，但失火及戰爭（如1204年第四次十字軍東征）等多次對其藏品構成損傷，直到1453年5月29日君士坦丁堡落入奧斯曼帝國之手後才被完全摧毀。

## 註腳
1. ↑  Wilson, Nigel G. . Greek, Roman, and Byzantine Studies. 2003-03-03, 8 (1): 53–80  [2017-04-12]. ISSN 2159-3159. （原始内容存档于2018-03-28）.
2. ↑  Harris 1999，第76頁
3. ↑  Harris 1999，第75頁

## 外部連接
- Bellagio's report（页面存档备份，存于）（英文）

40°59′46″N 28°55′43″E / 40.9961°N 28.9286°E